# Information International, Inc.
Information International, Inc., communément appelée Triple-I ou III, était l'une des premières sociétés de technologie informatique. Son cœur de métier était la technologie de scanner de documents (dont l'OCR) basé sur des tubes cathodiques et l'informatique pour la presse. Elle est aussi connues pour son implication dans les débuts de l'animation informatique au cinéma.

## Contexte
La société a été fondée par Edward Fredkin en 1962 à Maynard au Massachusetts. Il a ensuite déménagé successivement à Santa Monica, Culver City et Los Angeles en Californie. En 1996,Triple-I a fusionné avec Autologic, Inc. , devenant Autologic Information International Inc. (AIII). La société a ensuite été acquise par la société de caméra Agfa-Gevaert en 2001.
Au début des années 1960, Information International Inc. a contribué à plusieurs articles d'Ed Fredkin, Malcolm Pivar et Elaine Gord, entre autres, dans un livre majeur sur le langage de programmation LISP et ses applications, .
Le succès commercial de Triple-I était centrée sur une technologie de tubes cathodiques de très haute précision, capables d'enregistrer sur film ; qui ont été pendant un certain temps la référence absolue de l'industrie de l'édition pour les applications numériques sur film. L'entreprise fabriquait également des scanners pour films utilisant des caméras spéciales équipées de tubes photomultiplicateurs pour numériser des films et des documents papier existants. L'un de leurs produits à succès utilisant leur technologie CRT de précision était leur enregistreur de film FR-80 lancé en 1968. Il était capable d'enregistrer des images numériques en noir et blanc (et plus tard en couleur) sur un film cinématographique ou un film transparent fixe à une résolution maximale de 16384 x 16384, ce qui en faisait un système idéal pour générer des microfilms de sortie d'ordinateur (COM), des négatifs ordinateur-film pour la fabrication de plaques d'impression et d'autres images générés par ordinateur.
Cependant, Triple-I est surtout connu pour ses tentatives commercialement infructueuses ; un certain nombre de systèmes uniques, notamment des écrans d'ordinateur à tube cathodique utilisés au Stanford AI Lab, un système OCR basé sur des PDP-10 (deux ont été vendus) et le Foonly F-1, qui a été utilisé pour les effets spéciaux des films.

## Systèmes OCR
Triple-I disposait d'un groupe OCR très ambitieux qui utilisait sa technologie de numérisation de films, ses affichages graphiques et un processeur d'image binaire personnalisé (BIP) ; le tout interfacé avec un ordinateur à temps partagé PDP-10 avec de nombreux logiciels personnalisés. Bien qu'il ait été continuellement développé pendant plus de dix ans, seuls deux systèmes ont été vendus. Le premier (vers 1974) était un système papier-numérique-papier permettant de retravailler les manuels de maintenance des avions de l'US Navy, qui impliquait de filmer et de numériser les manuels papier, de capturer les nombreux diagrammes sous forme numérique et de lire le texte qui les accompagnait. Le deuxième était un système de reconnaissance d’empreintes de mains vendu au DHSS britannique en 1976,, qui capturait les données des formulaires de prestations.
Bien qu'aucune des recherches OCR n'ait eu d'impact durable, l'utilisation du PDP-10 a permis l'implication de Triple-I dans l'animation par ordinateur.

## Animation par ordinateur et cinéma
Le travail de Triple-I dans le domaine de l'animation par ordinateur pour le cinéma, réalisé par le Motion Pictures Product Group, est probablement le premier travail le plus remarquable de Triple-I, du moins si l'on en juge par le succès éventuel de la technologie. Ils ont créé certains des premiers effets spéciaux générés par ordinateur pour les grands films et ont employé un certain nombre de pionniers de l'infographie.
Les animateurs informatiques Gary Demos et John Whitney Jr. ont commencé à utiliser l'équipement de Triple-I au début des années 1970 pour l'animation, y compris la première utilisation de l'imagerie informatique dans un long métrage — l'effet de « vision androïde » dans Mondwest (Westworld, 1973). En 1974, Demos et Whitney ont convaincu Triple-I de créer le Motion Pictures Product Group. En 1976, ils ont scanné et animé la tête de Peter Fonda pour Les Rescapés du futur (Futureworld, 1976), la première apparition de l'infographie 3D dans un film. Ils ont créé une première animation de démonstration intitulée « Adam Powers, The Juggler » ; cette animation a ensuite été utilisée dans le court métrage de Miramar All Shapes and Sizes ainsi que référencée par le court métrage de Pixar Red's Dream (1987). Ils ont également été responsables des effets spéciaux du film Looker (1981) et des tests d'animation pour des films tels que Rencontres du troisième type et Star Wars.
Vers 1976, avant de devenir artiste en résidence au Jet Propulsion Laboratory, l'artiste informatique pionnier David Em a passé ses nuits à Triple-I pendant dix-huit mois, apprenant à utiliser leurs systèmes et à créer ses premières images numériques 3D ombrées.
Lorsque Disney a commencé la production du film Tron en 1982, ils ont embauché quatre sociétés pour créer l'animation par ordinateur 2D — Triple-I, MAGI, Robert Abel and Associates et Digital Effects . Triple-I et MAGI ont été responsables de la majorité des quelque trente minutes d'animation par ordinateur. Triple-I a créé le programme de contrôle principal, le Solar Sailer et le porte-avions Sark . Whitney et Demos sont partis avant la fin du travail sur Tron, pour fonder Digital Productions . En partie à cause de leur départ, Triple-I n'a pas pu terminer autant d'effets que prévu, et MAGI a repris une partie du travail,.
Triple-I a sponsorisé la construction du Foonly F-1, le PDP-10 le plus rapide jamais fabriqué. Jim Blinn, Frank Crow et d'autres ont développé le logiciel de rendu TRANEW de la société pour Foonly. Craig Reynolds a créé l'Actor/Scriptor Animation System (ASAS), un langage d'animation procédural basé sur LISP, au MIT Architecture Machine Group, puis l'a intégré à leur Digital Scene Simulation System chez Triple-I. Larry Malone a développé un logiciel de modélisation 3D pour l'écran Tektronix 4014 . Tom McMahon a développé un framebuffer RVB de mille lignes mappé en mémoire pour le Foonly, l'un des premiers framebuffers de cette catégorie.
En 1982, la direction de Triple-I décide de fermer le Motion Pictures Product Group.

## Prépresse électronique
Triple-I était également fortement impliqué dans les systèmes de prépresse électroniques. Son système automatisé de documentation illustrée, ou AIDS, produisait des documents techniques, initialement destinés à l'industrie aérospatiale. L'entreprise fabriquait une variété de périphériques de sortie capables de créer des pages entières avec des graphiques sur des microfiches, des films 16 ou 35 mm ou des films à taille réelle. Plus tard, cette technologie a été adoptée par les magazines Time et Newsweek .
En 1982, cette technologie a produit une autre première pour Triple-I lorsque le Pasadena Star-News est devenu le premier journal à produire des pages complètes par voie électronique, un processus de pagination qui est désormais universel parmi les grands quotidiens du monde entier. Le système a été rebaptisé NPS, pour Newspaper Publishing System, dont le Wall Street Journal a ensuite utilisé une version adaptée pour produire le premier système « computer-to-plate », par lequel la technologie informatique produisait des plaques d'impression pouvant être montées sur des presses à journaux. Mais Triple-I a raté plusieurs changements technologiques qui ont provoqué son déclin dans les années 1990.